# Церква Святої Параскеви (Коростів)
Церква Святої Параскеви Тарновської — дерев'яна церква у с. Коростів Стрийського району Львівської області. Належить до бойківського типу дерев'яних церков. Церква і дзвіниця мають статус пам'ятки архітектури національного значення, охоронний № 1413.

## Опис
Зведена у 1874 році на місці старішої церкви. До 1939 року донаторами церкви були барони Грьодлі — відомі промисловці та меценати з сусіднього міста Сколе.
Церква розташована біля сільського цвинтаря, на схилі гори, церковна ділянка має трапецієподібну форму. Будівля церкви орієнтована по традиційній для карпатської сакральної архітектури осі схід—захід, проте має відхилення у 28°, зумовлене складним ландшафтом. Церква тридільна, тризрубна, триверха, з пізніше прибудованою до вівтарної частини ризницею. Усі зруби квадратні у плані, завершуються чотиригранними наметовими верхами, центральний з яких (над навою) має три квадратні заломи, два інших (над вівтарем і бабинцем) — по два. Увінчуються верхи маківками на високих шийках, всередині усі три верхи мають пласкі перекриття на рівні другого залому. По периметру церква оперезана піддашшям, яке тримається на випусках вінців. Бабинець має прибудований пізніше присінок. Стіни церкви первісно були шальовані дошками і лиштвами, після ремонту наприкінці 2000-х років їх оббили горбилем. Тоді ж бляшані дахи замінили на металочерепицю.
В інтер'єрі церкви привертають увагу П-подібні хори в бабинці.
На південь від церкви стоїть дерев'яна двоярусна дзвіниця, зведена у XIX ст. Квадратна у плані, нижній ярус — зрубної конструкції, верхній — каркасної, вкрита наметовим верхом, має піддашшя, яке спирається на кронштейни.
У січні 2022 року дзвіницю пошкодила пожежа, яка знищила 30 м² покрівлі, 20 м² перекриття, 24 м² стін та деяку церковну атрибутику.

## Галерея

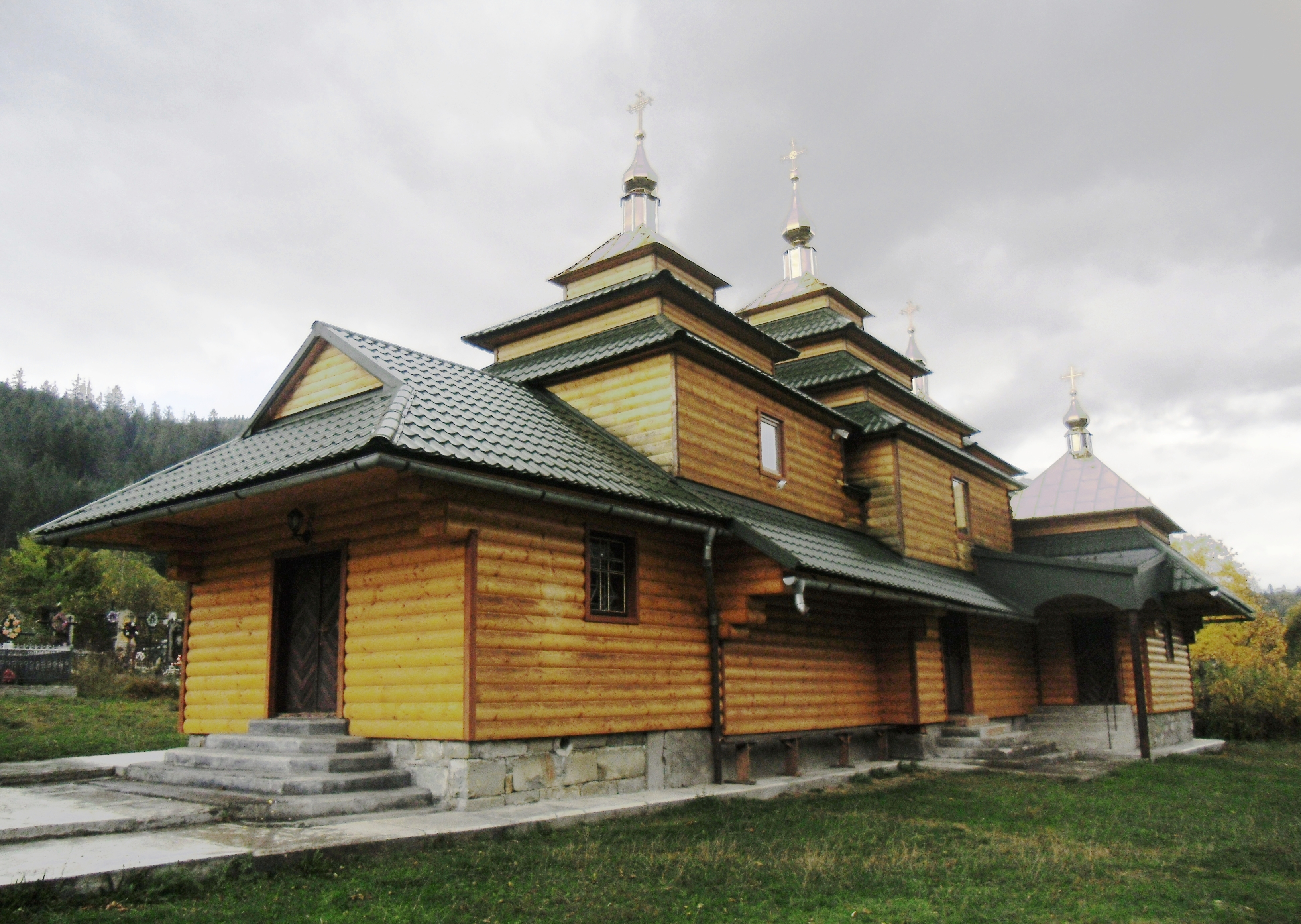
Чільний фасад
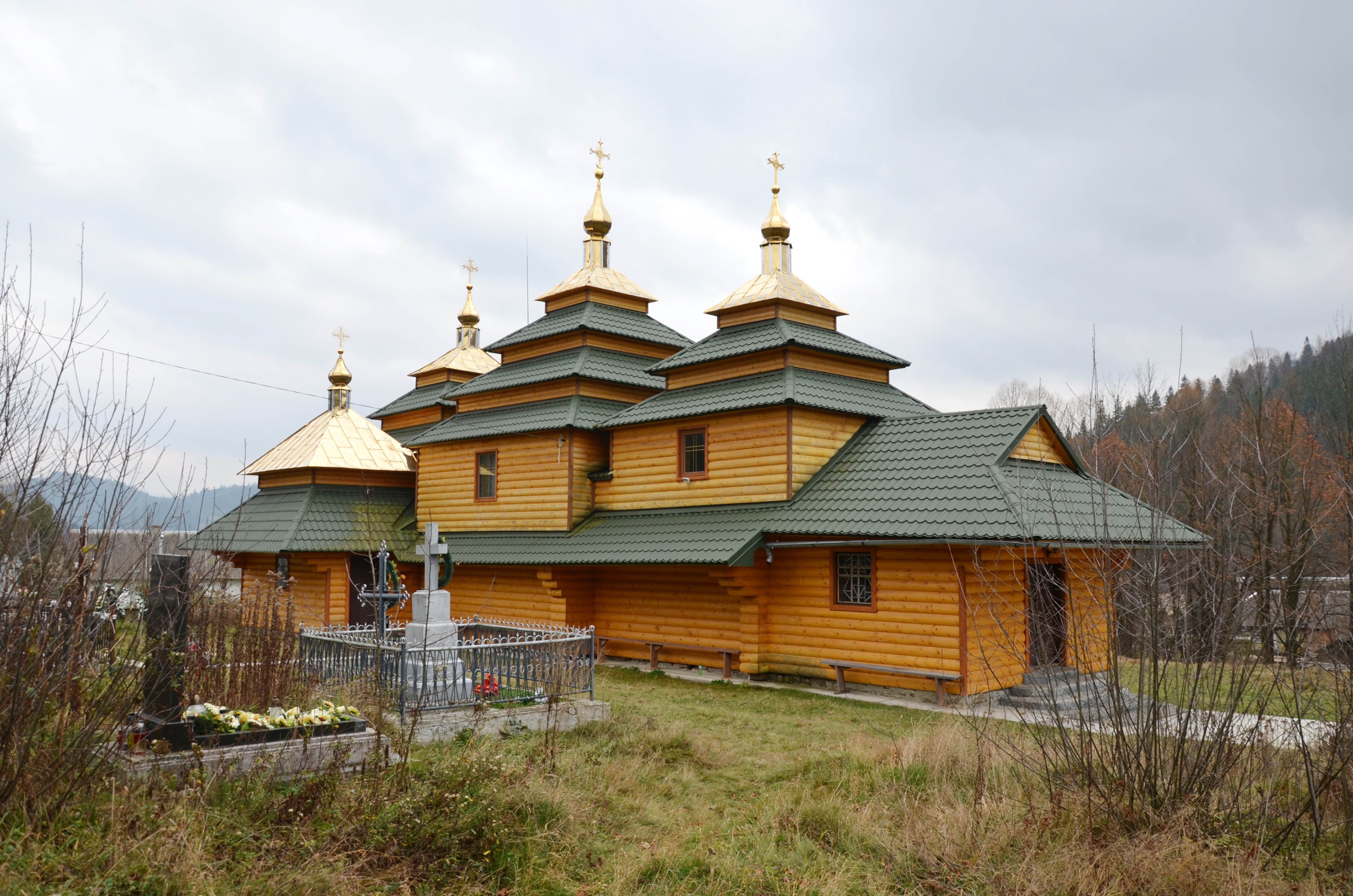
Вигляд з півночі
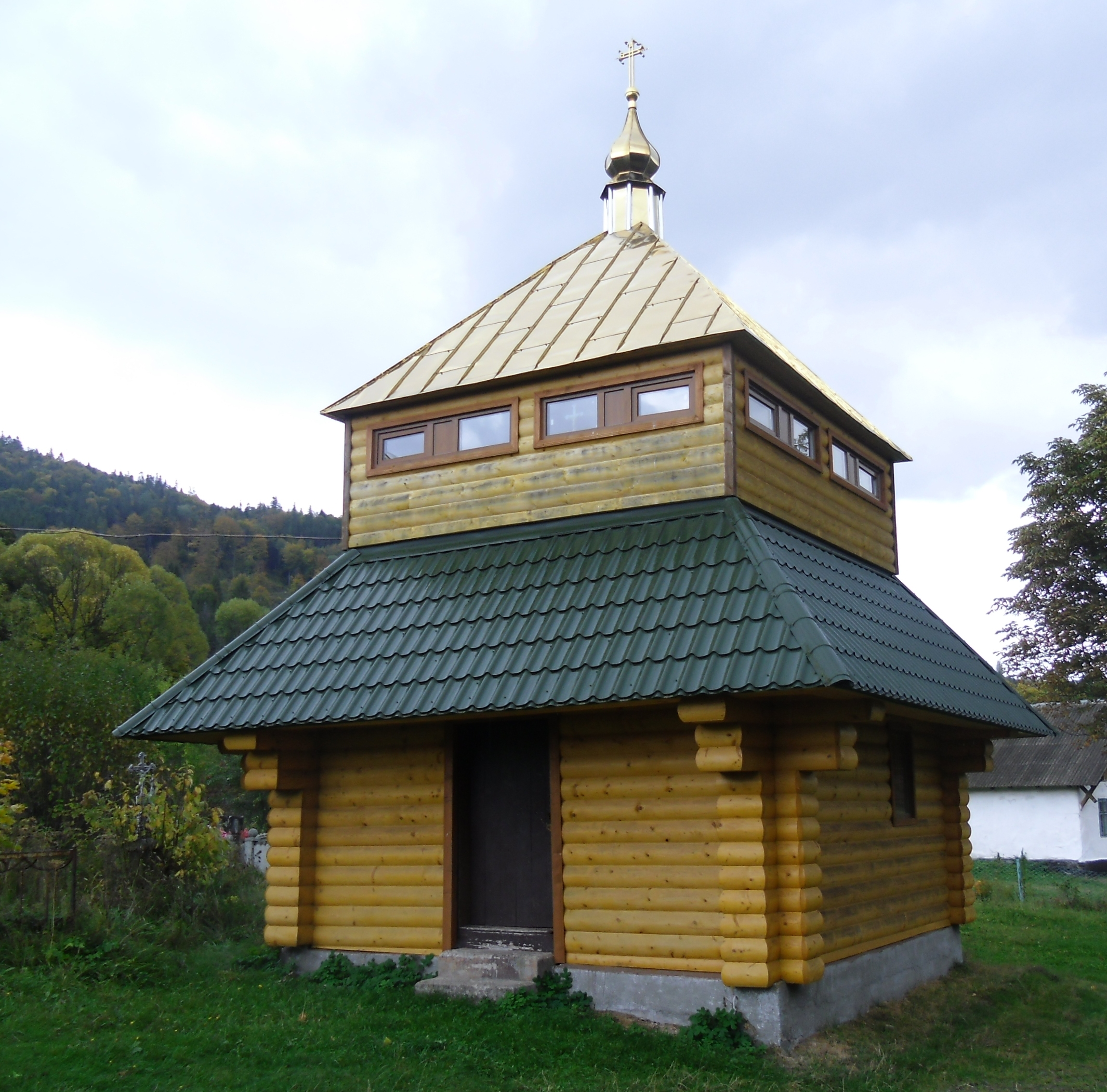
Дзвіниця